# Arthrolytus slovacus
Arthrolytus slovacus är en stekelart som beskrevs av Graham 1969. Arthrolytus slovacus ingår i släktet Arthrolytus och familjen puppglanssteklar. Arten är reproducerande i Sverige. Inga underarter finns listade.